# Parti démocratique du Botswana
Pour les articles homonymes, voir BDP.
Le Parti démocratique du Botswana (en anglais : Botswana Democratic Party, BDP) est un parti conservateur et nationaliste du Botswana créé en 1962.

## Idéologie
Le BDP a été fondé par Seretse Khama, qui est à l'origine de la réussite économique et politique du Botswana. La base du parti se trouve dans les communautés traditionnelles des tswanas, ce qui explique pourquoi le BDP est parfois appelé le « parti des chefs ».
Des députés du parti font pression pour lever l'interdiction de la chasse aux éléphants, ce qu'ils obtiennent en mai 2019.

## Histoire
Le Parti démocratique du Bechuanaland est fondé en février 1962 par Seretse Khama avec comme programme principal l'indépendance du protectorat britannique. Lors des premières élections législatives en 1965, il remporte 28 des 31 sièges. 
Devenu le Parti démocratique du Botswana lors de l'indépendance du pays en 1966, il n'a cessé depuis d'être le parti dominant la vie politique du pays. 
Ian Khama, le fils de l'ancien président Seretse Khama, rejoint le parti avant les élections législatives de 1999.
Le 1er avril 2008, Ian Khama devient le 4e président de la république du Botswana, renonçant à sa présidence du PDB où il est remplacé par Daniel Kwelagobe.
En octobre 2009, le parti remporte 53,26 % des suffrages et 45 des 57 sièges au Parlement botswanais. Ian Khama, le candidat du BDP, est élu président par les députés.
Lors des élections générales du 24 octobre 2014, le BDP obtient 33 des 57 sièges à pourvoir et Ian Khama est réélu au poste de président de la République,.

## Membres notables
- Seretse Khama
- Ketumile Masire
- Festus Mogae
- Seretse Ian Khama

## Résultats électoraux

### Élections législatives
| Élections | Voix    | %    | Sièges  |
| --------- | ------- | ---- | ------- |
| 1965      | 113 167 | 80,4 | 28 / 31 |
| 1969      | 52 218  | 68,3 | 24 / 31 |
| 1974      | 49 047  | 76,6 | 27 / 36 |
| 1979      | 101 098 | 75,2 | 29 / 36 |
| 1984      | 154 863 | 68,0 | 29 / 38 |
| 1989      | 162 277 | 64,8 | 31 / 38 |
| 1994      | 154 687 | 54,7 | 27 / 44 |
| 1999      | 192 598 | 57,1 | 33 / 44 |
| 2004      | 213 308 | 51,7 | 44 / 57 |
| 2009      | 290 099 | 53,3 | 45 / 57 |
| 2014      | 320 657 | 46,5 | 37 / 57 |
| 2019      | 406 561 | 52,6 | 38 / 57 |
| 2024      | 253 632 | 30,5 | 4 / 61  |